# Hana Lagová
Hana Lagová (* 21. července 1941) je bývalá česká politička, za normalizace předsedkyně Ústředního výboru Českého svazu žen a poslankyně České národní rady za Komunistickou stranu Československa, v 90. letech 20. století poslankyně Poslanecké sněmovny za KSČM, pak za Levý blok.

## Biografie
V roce 1988 se uvádí jako tajemnice České odborové rady. V říjnu 1989 byl zvolena do českého Ústředního výboru Národní fronty. Zároveň zastávala post předsedkyně Ústředního výboru Českého svazu žen. Její politická kariéra pokračovala i po sametové revoluci. 20. listopadu 1989 byl zvolena místopředsedkyní Ústředního výboru Československého svazu žen. Na mimořádném sjezdu v březnu 1990 pak obhájila i post předsedkyně Ústředního výboru Českého svazu žen.
Ve volbách v roce 1986 byla zvolena do České národní rady za KSČ. Mandát obhájila ve svobodných volbách v roce 1990 za KSČ (respektive za její českou část KSČM). V září 1990 rezignovala na předsednickou funkci v Českém svazu žen s odůvodněním, že tak naplňuje doporučení, aby se poslanci zákonodárných sborů primárně soustředili na své parlamentní povinnosti. Opětovně byla do ČNR zvolena ve volbách v roce 1992, nyní za koalici Levý blok, kterou tvořila KSČM a menší levicové skupiny (volební obvod Západočeský kraj). Zasedala ve výboru pro sociální politiku a zdravotnictví.
Od vzniku samostatné České republiky v lednu 1993 byla ČNR transformována na Poslaneckou sněmovnu Parlamentu České republiky. Během volebního období 1992-1996 přešla do strany Levý blok (skupina reformní levice, která po rozpadu koalice Levý blok přijala název této střechové platformy a v parlamentu působila nezávisle na KSČM). V roce 1995 ji Levý blok neúspěšně navrhoval na post místopředsedkyně sněmovny poté, co na tuto funkci rezignoval Pavel Tollner.
V sněmovních volbách roku 1996 neúspěšně kandidovala za Levý blok. V senátních volbách na podzim 1996 byla kandidátkou Levého bloku (v databázi volby.cz uváděna stranická příslušnost ke Straně demokratického socialismu) za senátní obvod č. 8 - Rokycany. Získala jen necelá 2 % hlasů a nepostoupila do 2. kola.